# Stráne pod Tatrami
Stráne pod Tatrami (Hongaars: Tátraalja) is een Slowaakse gemeente in de regio Prešov, en maakt deel uit van het district Kežmarok.
Stráne pod Tatrami telt 1.629 inwoners.
In de volkstelling van 2021 spraken 1.796 van de 2.289 inwoners het Romani als moedertaal, oftewel 78,46% van de bevolking. Hiermee heeft Stráne pod Tatrami het op twee na hoogste percentage sprekers van het Romani in Slowakije - alleen in de gemeenten Lomnička (83,85%) en Bystrany (78,69%) lag dit percentage hoger.